# El Sombrío
El Sombrío, es una localidad chilena ubicada en la Provincia del Huasco, Región de Atacama. De acuerdo a su población es una entidad que tiene el rango de  caserío. Se ubica en la parte superior del Valle del Huasco.

## Historia
Esta localidad se ubica junto al Fundo El Sombrío, es un asentamiento humano que nació en forma espontánea junto al camino que une el Embalse Santa Juana con Alto del Carmen como resultado de la inundación de tierras provocadas por el embalse.
Existen algunos sitios arqueológicos en sus proximidades con pinturas rupestres precolombinas, los cuales están protegidos por la Ley de Monumentos Nacionales N°17.288, pero que lamentablemente han tenido intervenciones de vandalismo.
Esta localidad fue parte integrante de la Hacienda El Maitén que perteneció a la Compañía de Jesús, la cual estaba dedicada a la producción agrícola y de vinos mostos.

## Turismo
La localidad de El Sombrío es actualmente un asentamiento humano que ha requerido la intervención de la Municipalidad de Alto del Carmen para su regularización.
En las inmediaciones se encuentran algunos sitios arqueológicos que han sufrido saqueos y vandalismo en los últimos años.

## Accesibilidad y transporte
La localidad de El Sombrío se encuentra ubicada entre el Embalse Santa Juana y el poblado de Alto del Carmen, capital de la comuna.
Las excursiones guiadas desde Vallenar hasta Alto del Carmen pasan por este lugar.
Existe transporte público diario a través de buses de rurales desde el terminar rural del Centro de Servicios de la Comuna de Alto del Carmen, ubicado en calle Marañón 1289, Vallenar.
Si viaja en vehículo propio, no olvide cargar suficiente combustible en Vallenar antes de partir. No existen puntos de venta de combustible en la comuna de Alto del Carmen.
A pesar de la distancia, es necesario considerar un tiempo mayor de viaje, debido a que la velocidad de viaje esta limitada por el diseño del camino. Se sugiere hacer una parada de descanso en el poblado de Alto del Carmen para hacer más grato su viaje.
El camino es transitable durante todo el año, sin embargo es necesario tomar precauciones en caso de eventuales lluvias en invierno.

## Alojamiento y alimentación
En la comuna de Alto del Carmen existen pocos servicios de alojamiento formales, es posible encontrar en el poblado de Alto del Carmen, se recomienda hacer una reserva con anticipación.
En las proximidades a El Sombrío no hay servicios de Camping, sin embargo se puede encontrar algunos puntos rurales con facilidades para los campistas en La Junta y en Alto del Carmen.
Los servicios de alimentación son escasos, existiendo en Alto del Carmen algunos restaurantes.
En muchos poblados hay pequeños almacenes que pueden facilitar la adquisición de productos básicos durante su visita.

## Salud, conectividad y seguridad
La localidad de El Sombrío no tiene servicios. En el poblado de Alto del Carmen se cuenta con servicio de electricidad, iluminación pública y red de agua potable.
En Alto del Carmen existe un Reten de Carabineros de Chile y un Centro de Salud Familiar dependiente del Municipio de Alto del Carmen.
En El Sombrío, no hay servicio de teléfonos públicos rurales, sin embargo existe señal para teléfonos celulares.
El Municipio de Alto del Carmen cuenta con una red de radio VHF en toda la comuna en caso de emergencias.
En el poblado no hay servicio de cajeros automáticos, por lo que se sugiere tomar precauciones antes del viaje. Sin embargo, algunos almacenes cuentan con servicio de Caja Vecina.